# زنبور درودگر جنوبی
زنبور درودگر جنوبی (نام علمی: Xylocopa micans) نام یک گونه از سرده زنبور درودگر است.